# Emmental (région)
Pour les articles homonymes, voir Emmental (homonymie).
Ne doit pas être confondu avec Gorges de la Lemme.
L'Emmental est la vallée de la rivière Emme dans le canton de Berne en Suisse. Ses principales villes sont Berthoud et Langnau.
Le fromage emmental original est produit dans cette région agricole et industrielle.

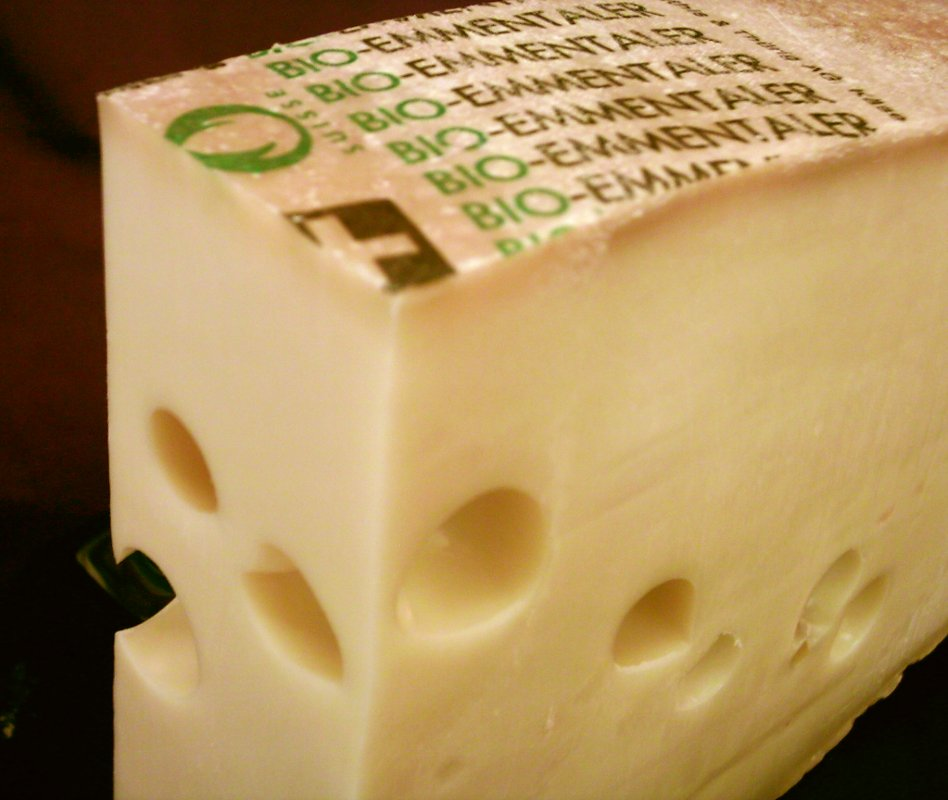
Le fromage emmental.